# Hogsmeade
Hogsmeade är en fiktiv trollkarlsby i Skottland vid Hogwarts i Harry Potters värld.

## Kända affärer
- Dervish & Banges - säljer magiska instrument med mera.
- Godisbaronen trollkarlskonfektion - med boutiquer.
- Magiska redskap och tillbehör
- Svinhuvudet - pub som Hagrid brukar gå på, driven av Albus Dumbledores bror Aberforth Dumbledore
- Zonkos affär för skämtartiklar[1]
- Tre Kvastar - en pub i Hogsmeade, driven av Madam Rosmerta
- Madam Puddifoots - Ett kafé som är mycket populärt bland unga par på Hogwarts. Cho Chang och Harry Potter var där på sin katastrofala träff i den femte boken.

## Spökande stugan
Spökande stugan är ett hus som sägs vara hemsökt, och det mest hemsökta huset i hela Storbritannien. Det finns en hemlig gång till huset från Hogwarts. Ingången finns under Det piskande pilträdet.